# Hecelchakán (gemeente)
Hecelchakán is een gemeente in de Mexicaanse deelstaat Campeche. De hoofdplaats van Hecelchakán is Hecelchakán. Hecelchakán heeft een oppervlakte van 1332 km² en 26.973 inwoners (census 2005).
Calakmul · Calkiní · Campeche · Candelaria · Carmen · Champotón · Dzitbalché · Escárcega · Hecelchakán · Hopelchén · Palizada · Seybaplaya · Tenabo